# Basilornis galeatus
El miná de yelmo (Basilornis galeatus) es una especie de ave paseriforme de la familia Sturnidae.

## Distribución y hábitat
Se encuentra únicamente en las islas Banggai (Peleng y Banggai) y las islas Sula (Taliabu y Mangole). Su hábitat natural son los bosques húmedos tropicales.